# I Feel Pretty
Pour plus de détails, voir Fiche technique et Distribution.
I Feel Pretty, ou Moi, belle et jolie au Québec, est un film américain écrit et réalisé par Abby Kohn (en) et Marc Silverstein (en), sorti en 2018.
Il met en vedette Amy Schumer, Michelle Williams, Emily Ratajkowski, Rory Scovel et Naomi Campbell.
En France, le film est sorti directement sur la plateforme de streaming Netflix.

## Synopsis
Renée est une jeune femme sympathique et pétillante mais son extrême manque de confiance en elle sur son physique la pousse à ne rien entreprendre professionnellement ou sentimentalement.
Après avoir fait le souhait de devenir jolie, elle fait une grave chute sur la tête qui lui change sa perception d'elle-même et la rend beaucoup plus sûre d'elle.

## Fiche technique
Sauf indication contraire, les informations mentionnées dans cette section peuvent être confirmées par la base de données cinématographiques IMDb,  présente dans la section « Liens externes ».
- Titre original : I Feel Pretty
- Sous-titre francophone : Moi, belle et jolie[réf. nécessaire]
- Titre québécois : Moi, belle et jolie
- Réalisation et scénario : Abby Kohn (en) et Marc Silverstein (en)
- Musique : Michael Andrews
- Direction artistique : Elena Albanese
- Costumes : Debra McGuire et Leesa Evans
- Décors : William O. Hunter et Elizabeth A. Allen
- Photographie : Florian Ballhaus (en)
- Montage : Tia Nolan
- Production : Nicolas Chartier, McG, Alissa Phillips, Dominic Rustam, Amy Schumer et Mary Viola
- Société de production : Voltage Pictures, Huayi Brothers Pictures et Wonderland Sound and Vision
- Société de distribution : STX Entertainment (États-Unis et Royaume-Uni)
- Pays de production :  États-Unis
- Langue originale : anglais
- Format : couleur - 35 mm - 2,35:1 - son Dolby 5.1
- Genre : comédie romantique
- Durée : 110 minutes
- Dates de sortie :

États-Unis : 27 avril 2018
France : 20 juillet 2018 (sur Netflix)

## Distribution
Sauf indication contraire, les informations mentionnées dans cette section peuvent être confirmées par la base de données cinématographiques IMDb,  présente dans la section « Liens externes ».
- Amy Schumer (VF : Aurore Bonjour ; VQ : Manon Leblanc) : Renee Bennett
- Michelle Williams (VF : Valérie Siclay ; VQ : Annie Girard) : Avery LeClaire
- Emily Ratajkowski (VF : Christine Braconnier ; VQ : Kim Jalabert) : Mallory
- Rory Scovel (VF : Vincent Ropion ; VQ : Philippe Martin) : Ethan, le petit ami de Renee
- Aidy Bryant (VQ : Aline Pinsonneault) : Vivian
- Busy Philipps (VF : Edwige Lemoine ; VQ : Nadia Paradis) : Jane
- Naomi Campbell : Helen
- Lauren Hutton (VF : Béatrice Delfe) : Lily LeClaire
- Tom Hopper (VF : Axel Kiener ; VQ : Christian Perrault) : Grant LeClair
- Sasheer Zamata (VF : Déborah Claude ; VQ : Marie-Evelyne Lessard) : Tasha
- Adrian Martinez (VF : Emmanuel Gradi ; VQ : Stéphane Rivard) : Mason
- Caroline Day : Jenn
- Gia Crovatin : Sasha
- Olivia Culpo : Hope
- Tony Viveiros (VF : Gilbert Levy) : l'employé du pressing

 Source et légende : version française (VF) sur RS Doublage et selon le carton du doublage français.

## Attribution des rôles
La distribution est composée d'Amy Schumer, Michelle Williams, Emily Ratajkowski, Rory Scovel, Aidy Bryant, Busy Philipps, Lauren Hutton et Tom Hopper.

## Adaptation
Anne Depétrini a réalisé une adaptation française avec le téléfilm Belle, belle, belle (2020).